# 와이오밍주의 기
와이오밍의 기는 와이오밍주의 깃발이다.

와이오밍 주의 기

빨강-하양의 테두리가 쳐진 파란 바탕에 아메리카들소가 있으며, 아메리카들소 위에 와이오밍의 문장이 새겨진 형태의 기이다.